# Њу Мартинсвил (Западна Вирџинија)
Њу Мартинсвил (енгл. New Martinsville) град је у америчкој савезној држави Западна Вирџинија.

## Демографија
По попису из 2010. године број становника је 5.366, што је 618 (-10,3%) становника мање него 2000. године.
| Група             | 2000.         | 2010.         |
| Белци             | 5.873 (98,1%) | 5.255 (97,9%) |
| Афроамериканци    | 3 (0,1%)      | 12 (0,2%)     |
| Азијати           | 45 (0,8%)     | 32 (0,6%)     |
| Хиспаноамериканци | 26 (0,4%)     | 34 (0,6%)     |
| Укупно            | 5.984         | 5.366         |